# 僕たちの時間
『僕たちの時間』（The Hours and Times）は、1991年制作のアメリカ合衆国の映画である。

## 概要
ビートルズのマネージャーであったブライアン・エプスタインとジョン・レノンが、1963年に二人だけのスペイン旅行をしたという事実をもとに、その日々を架空の物語として綴っていく。
1992年のサンダンス映画祭にて審査員特別賞を受賞。
イアン・ハートは、1994年の『バック・ビート』でもジョン・レノンを演じた。

## ストーリー
バルセロナへと向かう飛行機の中、二人の姿はあった。初めての息子ジュリアンが生まれたばかりのジョンだったが、ブライアンを敬愛する彼には、この旅は特別なものだった。

## キャスト
- デヴィッド・アンガス：ブライアン・エプスタイン
- イアン・ハート：ジョン・レノン
- ステファニー・パック：マリアンヌ
- ロビン・マクドナルド：キノンズ
- セルジオ・モレノ：ミゲール
- ユニティ・グリムウッド：母

## スタッフ
- 監督・脚本・製作・撮影・編集：クリストファー・ミュンチ